# ディラン・クルーズ
ディラン・グレイ・クルーズ（Dylan Gray Crews, 2002年2月26日 - ）は、アメリカ合衆国フロリダ州セミノール郡アルタモンテ・スプリングス出身の野球選手（外野手）。右投右打。MLBのワシントン・ナショナルズ所属。

## 経歴

### プロ入り前
中学時代と高校時代にそれぞれ世代別のアメリカ合衆国代表に選出されている。2020年のMLBドラフトで上位指名候補とされていたが、ドラフトの1週間前にエントリーを取り下げルイジアナ州立大学へ進学した。
大学1年目の2021年は右翼手のレギュラーとして63試合に出場して打率.362、18本塁打、42打点の成績を記録し、マイク・フォンテノーが保持していた同大学の新人最多本塁打記録（17本）を更新した。シーズン終了後に大学野球アメリカ代表に選出された。
2年目の2022年は中堅手にコンバートされた。シーズンでは62試合に出場して打率.349、22本塁打、72打点の成績を記録し、サウスイースタン・カンファレンスの最優秀選手賞を受賞した。

### プロ入りとナショナルズ時代
2023年のMLBドラフト1巡目（全体2位）でワシントン・ナショナルズから指名された。ルーキー級フロリダ・コンプレックス・リーグ・ナショナルズでプロデビューし、すぐにA級フレデリックスバーグ・ナショナルズに昇格した。A級フレデリックスバーグでは打率.355、出塁率.423、長打率.645を記録し、AA級ハリスバーグ・セネターズに昇格した。 この年は3球団合計で35試合に出場し打率.292、5本塁打、24打点を記録した。
2024年はAA級ハリスバーグで開幕を迎え、打率.274、5本塁打、38打点、15盗塁を記録した。6月17日、AAA級ロチェスター・レッドウィングスに昇格した。8月26日、40人ロースターに選ばれ、メジャーリーグに初昇格し、その日のニューヨーク・ヤンキース戦でMLBデビューを果たした。

## 人物
ルイジアナ州立大学在学中、クルーズはオーブリー・ホワイトという少女と友情を育んだ。彼女は医師から自閉症と診断されていた。
クルーズはオーブリーとその家族をルイジアナ州立大学の試合に招待し、それ以来、オーブリー家と交流を続けている。クルーズは、オーブリーが自身のキャリアにおいてインスピレーションの源であり、困難な時期には彼女の粘り強さを思い出すことで力づけられると語っている。

## 詳細情報

### 背番号
- 3（2024年 - ）

### 代表歴
- 2022 ハーレムベースボールウィーク アメリカ合衆国代表